# Дзіута
Дзіута (яп. 地歌/地唄) — жанр камерної японської музики, виконуваної на сямісені як акомпанемент до вистав дзьорурі і танців. Назва буквально означає «місцеві пісні». Дзіута входить до обов'язкового репертуару гейш, вони ж складають основну частину фахівців цього жанру в Кіото; також його виконують на великій сцені в інших містах Кансаю і в Токіо.

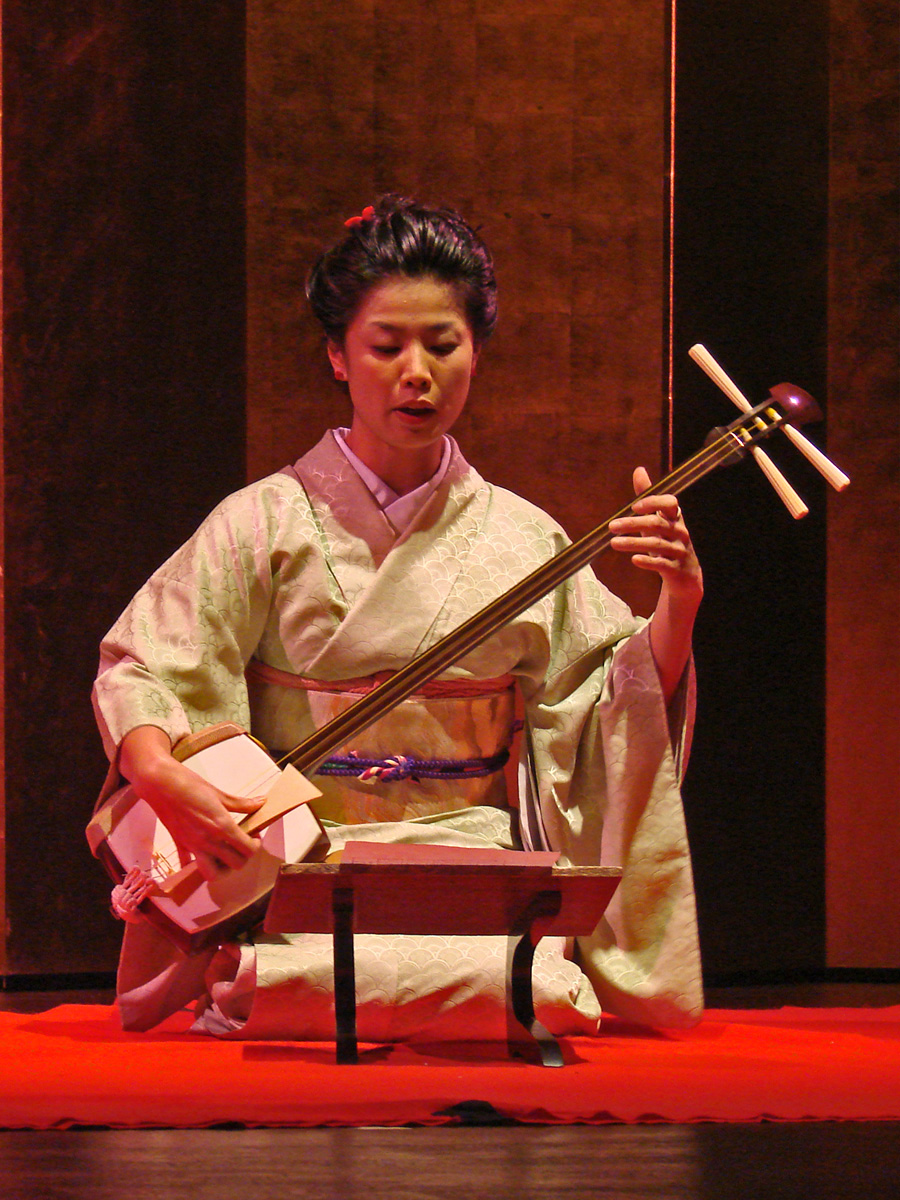
Виконавці жанру дзіута зазвичай одночасно грають на сямісені і виконують вокальну партію

Дзиута від початку був камерним жанром, він виконується тихо, в повільному темпі і без ударних інструментів. У вокальних партіях завжди багато мелізмів.
До періоду Мейдзі вивчати дзіуту могли тільки сліпі члени гільдій за системою іемото, що зберігається в японському мистецтві донині; в XXI столітті цього жанру навчають в Токійському університеті мистецтв. Гейші вивчають дзіуту в спеціалізованому закладі «кембан» або «кабурендзьо». Через систему іемото запозичення з інших жанрів обмежене (наприклад, виконавці дзіути ніколи не використовують навіть вигуків жанру нагаута). Виняток — музика камерних тріо санкьоку, яку часто виконували ті самі люди, що й дзіуту.

## Сямісен

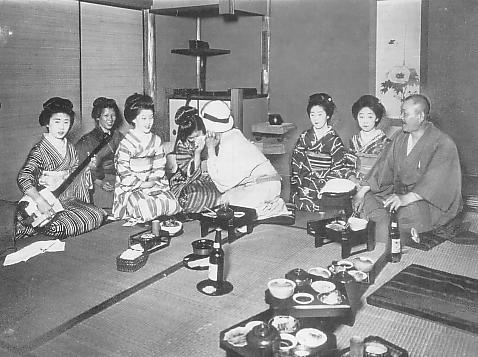
Гейша з сямісеном розважає гостей, бл. 1912—1926

Сямісен потрапив до Японії в XVI столітті з незалежної тоді держави Рюкю; рюкюський різновид, іменований сансін, меншого розміру і обтягнутий зміїною шкірою. Першими помітили сямісен музиканти, що грали на біві, вони адаптували сямісен для себе, збільшивши його корпус, а також замінивши важкодоступну зміїну шкіру котячою.
Товщина грифу сямісена для виконання дзіути середня між товстим «сямісеном гідаю» і тонким нагаута-сямісеном. Виконавці дзіути ретельно уникають впливу театральної школи гри на сямісені: динамічні мелодії не цінуються, кращим вважається ясний звук цікавого тембру; під час гри фахівці дзіути ніколи не зачіпають плектром корпусу, як роблять музиканти, що грають у жанрі едо-нагаута.
Використовують плектр великого розміру «цуяма-баті» (яп. 津山撥). На відміну від інших жанрів музики для сямісена (крім санкеку), плектр для гри в жанрі дзіута зроблено не зі слонової кістки або дерева, покритого слоновою кісткою, а з черепашачого панцира або рогу буйвола. До нижнього поріжка сямісена виконавці іноді підвішують невеликі важки, щоб зменшити вібрацію.

## Історія
Першим жанром камерної музики для сямісена був кансайський сямісен-куміута, пізніше він влився в дзіуту. Найраніша збірка, в якій є твори-дзіута, «Соснові голки» (яп. 松の葉, мацу но ха), опубліковано 1703 року. Зважаючи на державні обмеження на роботу музикантів усі перші професійні виконавці дзіути були сліпими чоловіками з Гільдії Тодо-дза. Уряд Мейдзі 1871 року ліквідував систему гільдій, після чого дзіуту стали виконувати всі охочі. У період Тайсьо дзіута пережила сплеск популярності. Останні нові твори в жанрі дзіута створено на початку XIX століття, після чого зростання популярності кото затьмарило дзіуту.

## Різновиди

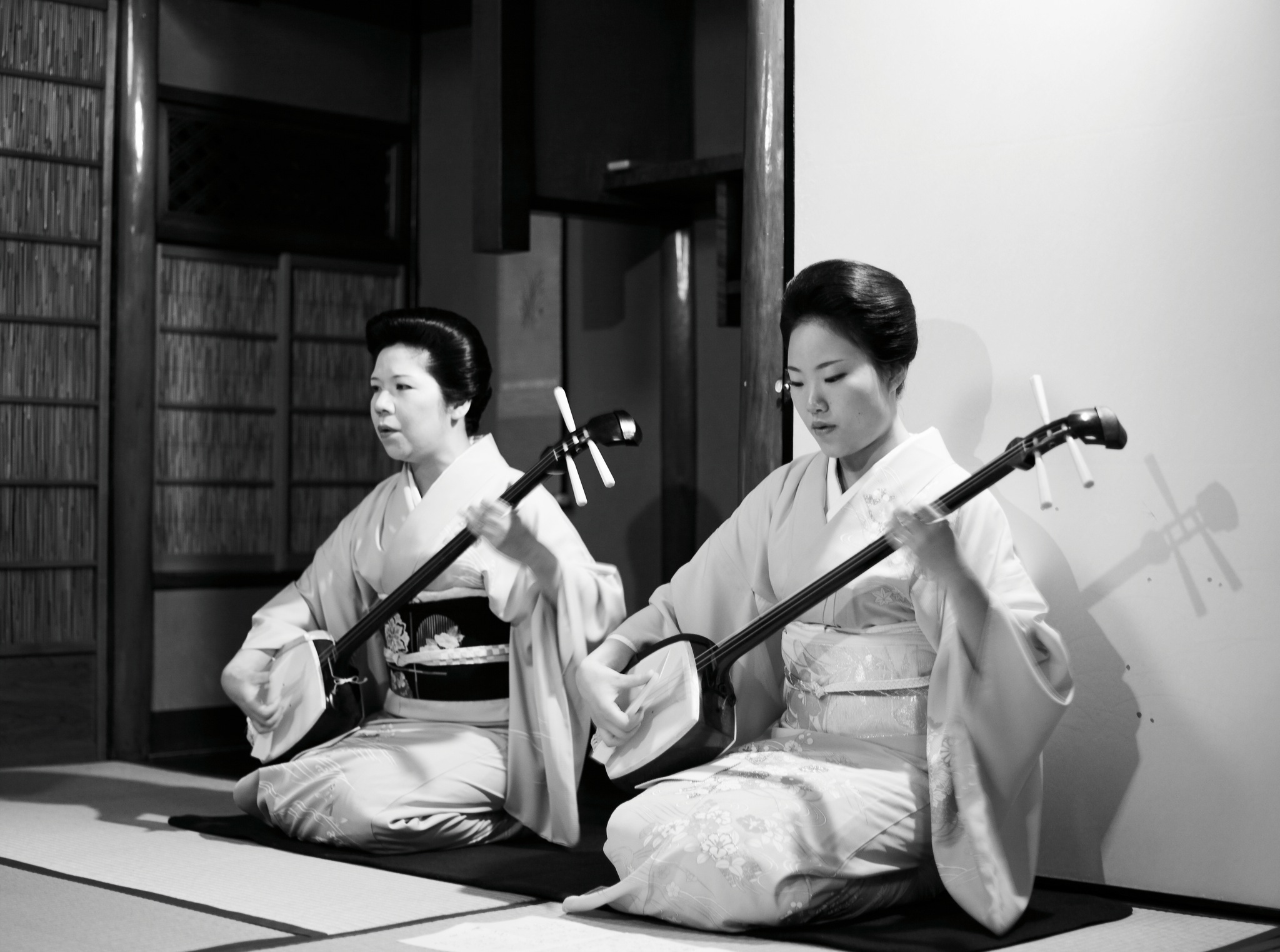
Дві гейші з Кіото грають на сямісенах і співають

Вокальній партії в дзіуті може акомпанувати один або кілька сямісенів, також до них може додаватися кото; крім того, зустрічається акомпанемент санкьоку, що складається з сямісена, кото і сякухаті або кокю. Вибір інструментів залежить від піджанру дзіути: тегото-моно і кільком хаута акомпанують сямісен з кото або санкьоку, інші жанри вимагають використання виключно голосу і сямісена. Музику жанру дзіута також виконують у школі кото «Ікута-рю», де роль сямісена виконує кото.
«Сямісен-куміута» (яп. 三味線組歌) — найстаріший і найбільший різновид дзіути; найраніший відомий твір-куміута — рюкю-гумі (яп. 琉球組, рю:кю:гумі) авторства Ісімури Кенгьо (яп. 石村検校, ?—1642) або Савадзумі Кенгьо (яп. 沢住検校).
Твори цього різновиду дзіути складаються з численних коротких віршів, часто не пов'язаних ні темою, ні мелодією. Початківці музиканти, які планували спеціалізацію в дзіуті, вивчали твори цього виду в певному порядку від простих до складних, проте така практика в XXI столітті не використовується. Збереглося дві школи: Янагава в Кіото і Ногава в Осаці.
Камігата-нагаута (яп. 上方長歌) — різновид дзіути, яка походить від куміути в 1600-х роках, також раніше використовувалась при навчанні майбутніх фахівців жанру дзіута. Твори камігата-нагаута містять строфи одного вірша, здебільшого довгого, а не окремі вірші, як куміута.
Термін камігата-ута (яп. 上方歌) має кілька значень: окремий від дзіути вокально-інструментальний жанр; різновид дзіути; зонтичний термін для позначення декількох жанрів, включно з дзіутою, нагаутою, хаутою, коутою, гідаю та іншими.
Хаута (яп. 端唄) — короткі твори, що не належать ні до куміути, ні до нагаути, в яких голос відіграє важливішу роль, ніж музичний інструмент. Спочатку термін означав усі твори, що не увійшли в два класичних види. Найбільша популярність хаути припала на першу третину XVIII століття. Згодом деякі твори цього виду перетворилися на танцювальну музику для традиційного танцю. Багато знаменитих творів хаути створив композитор Мінедзакі Кото.
Тегото-моно (яп. 手事物, те — рука; гото — справа, річ; моно — предмет, річ) — найпоширеніший вид дзіути, що містить інструментальні частини між вокально-інструментальними фрагментами. Формування тегото-моно завершилося в 1790-х роках за активної участі Мінедзакі Кото, в першій третині XIX століття в Кіото виник варіант тегото-моно «питання-відповідь» (яп. 掛け合い, какеаї).
Сібаї-ута (яп. 芝居唄) — вид, на який вплинула кансайська музика театру кабукі, утаї-моно (яп. 唄い物) — твори, слова або теми яких взято з театру но. Обидва різновиди розвивали сліпі музиканти. Дзьорурі-моно (яп. 浄瑠璃もの) — аналогічний вид, твори якого взято з театру маріонеток дзьорурі. Характерні твори гумористичного виду саку-моно (яп. 作もの) часто імітують звуки тварин.